# Щербачёвы
Щербачёвы (Щербачовы)  — древний русский дворянский род.

## Происхождение и история рода
Происходит от выходца из Золотой орды Салты, во святом крещении Фёдора, потомки которого с начала XVII века были жалованы за службу поместьями (1614). Более достоверным основателем рода считается новгородский помещик Дмитрий Щербач, живший в конце XV века. Его потомок, Иван Иванович – участник Земского Собора и подписал грамоту об избрании на престол Михаила Фёдоровича Романова (1613), воевода в Кромах (1627), козельский городовой дворянин (1627-1629), московский дворянин (1636-1640), († 1642).
Постник Щербачёв погиб под Торопцем в битве с литовцами (21 сентября 1580).
Есть ещё несколько родов Щербачёвых более позднего происхождения.

## Описание гербов

#### Герб Щербачёвых 1785 г.
В Гербовнике Анисима Титовича Князева 1785 года имеется изображение печати с гербом генерал-поручика (1775), действительного тайного советника: Алексея Логиновича Щербачёва: в серебряном поле щита изображен золотой лев стоящий на трёх лапах, мордой в лево, а в четвёртой правой лапе держит меч остриём вверх. Над львом золотой полумесяц рогами вверх и над ним золотое же солнце с лучами. Щит увенчан дворянской короной (дворянский шлем отсутствует) из которой выходит намёт, цветовая гамма которого не определена. Щит стоит на фигурной виньетке.

#### Герб. Часть XVIII. № 19.
Герб Щербачёвых потомства выехавшего из Золотой Орды Фёдора Салта: в голубом поле щита, стоящим на зелёной траве, золотой лев, обращенный вправо, с серебряным изогнутым мечом в правой лапе. Над ним золотой солнце с лицом. Под солнцем серебряный полумесяц рогами вверх. Над щитом дворянский коронованный шлем. Нашлемник - три серебряных страусовых пера. Намёт: голубой с золотом. Щитодержатели: два стольника времён Московского государства.

#### Геральдика
Пётр Тимофеевич Щербачёв, происходящий из дворян Козельского уезда, служивший в Преображенском полку (с 1733), подавая своё родословие (1750) для составления лейб-кампанских дипломов, о гербе не упоминал. Видимо, в тот момент никаких символов у семьи не было. В конце XVIII века Щербачёвы из различных ветвей представляли проекты, иконографически схожие между собой и напоминавшие официальный герб, но вместо солнца была звезда (польский герб Лелива). Исследователь рода О. В. Щербачёв считает, что символика герба указывает на восточное происхождение рода. В одном из вариантов герба, поданном (1788) сенатором, действительным тайным советником А. Л. Щербачёвым вместо звезды изображалось солнце. В такой версии герб был утверждён и внесён в Общий гербовник дворянских родов. Следующий этап истории герба пришелся на начало XX века и связан с признанием Правительствующего сената указом (26 апреля 1901) одной из ветвей рода в древнем дворянстве. Представители этой семьи, сенатор А. Н. Щербачёв и дипломат Ю. Н. Щербачёв, обратились с прошением об утверждении герба в новом варианте, что произошло (09 января 1908) (Герб. Часть XVIII. № 19). От раннего варианта он отличался щитодержателями в виде царских стольников, на которых Щербачёвы получили право после признания их в древнем дворянстве. Кроме того, был приведён в соответствие с правилами геральдики поворот льва (в правую геральдическую сторону, то есть влево от зрителя). Обосновывая это изменение, дипломат Ю. Н. Щербачёв в прошении (1904) писал, что ему приходится по роду службы бывать за границей, где строго соблюдают правила геральдики, поэтому ему хочется исправить неточность герба. По непонятным причинам в описании герба Ю. Н. Щербачёв назвал солнце звездой, в чём О. В. Щербачёв видит семейную традицию и желание использовать самобытный вариант герба. Другие ветви рода, после утверждения нового герба продолжали пользоваться первоначальной версией герба.

## Представители рода
- Щербачёв Сулеш — дьяк, воевода в Пскове (1600).
- Щербачёв Михаил Исаакович — осадный голова, воевода в Козельске (1614).
- Щербачёв Дементий Васильевич — воевода в Перемышле (1619), московский дворянин (1629–1636).
- Щербачёв Иван Матвеевич — воевода в Гремячем (1620), московский дворянин (1636–1640).
- Щербачёвы: Семён Тимофеевич, Павел Степанович,  Михаил Исакиевич, Семён и Игнатий Андреевичи, Лаврентий Первого, Иван, Иван Меньшой Салтановичи — козельские городовые дворяне (1627–1629).
- Щербачёв Иван Сулешов — козельский городовой дворянин (1627-1629), московский дворянин (1629).
- Щербачёв Игнатий — воевода в Козельске (1629).
- Щербачёв Иван Данилович — воевода в Одоеве (1646-1647).
- Щербачёв Степан Иванович — московский дворянин (1640), воевода в Мещовске (1647).
- Щербачёв Иван Салтанович — воевода в Мещовске (1657).
- Щербачёвы: Тимофей Иванович и Никита Дементьевич — московские дворяне (1658).
- Щербачёв Логин Михайлович — стольник царицы Прасковьи Фёдоровны (1686), стольник (1687–1692).
- Щербачёвы: Фёдор и Прокофий Ивановичи, Андрей Игнатьевич — московские дворяне (1663–1692).
- Щербачёвы: Сергей, Пётр и Максим Ивановичи, Михаил, Григорий и Данила Прокофьевичи — стряпчие (1692)
- Щербачёвы: Михаил Семёнович, Борис Степанович — стольники (1676–1692)[5][6].
- Щербачёв, Борис Фёдорович (1698 — ок. 1779) — лейтенант флота майорского ранга, воевода Тамбовской провинции, член Мануфактур-коллегии, президент Юстиц-коллегии, действительный статский советник.
- Щербачёв, Дмитрий Тимофеевич (1697–1772) — генерал–поручик. Кораблестроитель. Брат Пётр Тимофеевич, с 1756 в отставке бригадиром. Двоюродный брат Алексея Логиновича. С 1723 года он участвовал в постройке многих судов в Воронежском адмиралтействе, в 1730-х годах работал в Ревеле, затем заведовал Главным С.-Петербургским адмиралтейством, при этом продолжал строить корабли. Тогда им были построены 66-пушечный «Св. Пётр» и 100-пушечный «Захарий и Елизавета». 5 сентября 1747 был назначен обер-сарваером адмиралтейства и возглавлял русское кораблестроение вплоть до отставки (27.2.1761).
- Щербачёв, Алексей Логинович (1720—1802) — генерал-майор, затем действительный тайный советник. Был главным судьёй Ямской канцелярии, с 1780 сенатор. Брат Николай, гв. полковник. Сестра Анна. Мать Зотова И. Н.. Жена Матрёна Васильевна (ок. 1726—1780).
- Щербачёв, Пётр Иванович (ок. 1792 — после 1865) — контр-адмирал (1847—1849), командующий Дунайской флотилией (с 1849), с 1850 в отставке. Сын Ивана Петровича Щербачёва.
- Щербачёв, Дмитрий Петрович (1809—1845) — русский военный инженер, конструктор и изобретатель, инженер-штабс-капитан.
- Щербачёв, Григорий Дмитриевич (22.10.1823 — 17.12.1899) — внук Щербачёва Александра Яковлевича, генерал-майор, директор Воронежского военного училища, директор Орловской Бахтина военной гимназии.
- Щербачёв, Александр Николаевич (1845—1927) — сенатор, член Государственного совета, тайный советник.
- Щербачёв, Дмитрий Григорьевич (1857—1932) — русский военачальник, генерал от инфантерии, участник Первой мировой войны; видный деятель Белого движения.
- Щербачёв, Пётр Николаевич (1876—1922) — служил на флоте, в 1904 году защищал Порт-Артур и в 1906 был уволен капитаном 2 ранга.
- Щербачёв, Олег Вячеславович (род. 23.06.1966, Москва) — физик, преподаватель МИФИ. Специалист по дворянской генеалогии, член-корреспондент Международной академии генеалогии с 2001 г., член Русского генеалогического общества. Соучредитель и Предводитель Российского Дворянского Собрания (2014 — 2021), Предводитель Московского Дворянского Собрания с 2009 г.